# Жертвоприношение

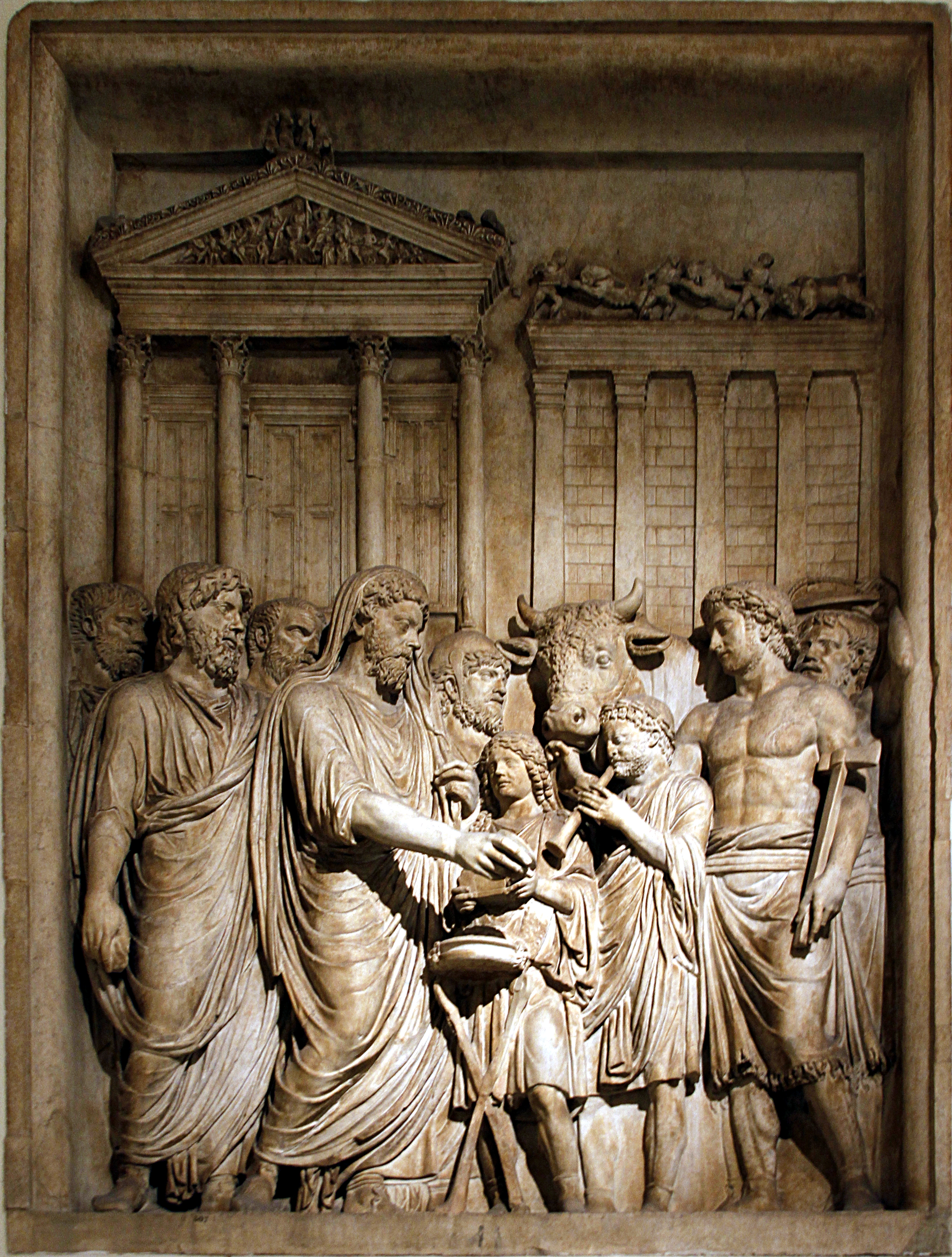
Марк Аврелий и члены императорской семьи приносят жертвы в благодарность за успехи в борьбе с германскими племенами,
современный барельеф, Капитолийский музей, Рим

Жертвоприноше́ние — форма религиозного культа, существующая в той или иной степени в большинстве религий; преследует цель установления (или укрепления) связи личности (или общины) с Богом, божествами или другими сверхъестественными существами путём принесения им в дар предметов, обладающих реальной (или символической) ценностью для жертвователя.
Жертвоприношение — очень сложное явление, и корни его разнообразны. Одни связывают его возникновение с обычаем кормления умерших (инферия), другие с традициями задабривания и умилостивления духов, совместных родовых трапез, с верой в колдовскую силу жертвенного животного. Широкое распространение жертвоприношения свидетельствует о том, что оно отвечало глубоким психологическим потребностям людей.
С. А. Токарев считал, что в различные эпохи «служители культов требовали от верующих всё более обильных жертв духам и богам; отсюда обычаи „вкладов“, пожертвований и пожалований (в древности в пользу храмов, позднее — церкви, монастырей); из них составились огромные владения, служившие, в средневековой Европе и на Руси основой экономического могущества церкви».

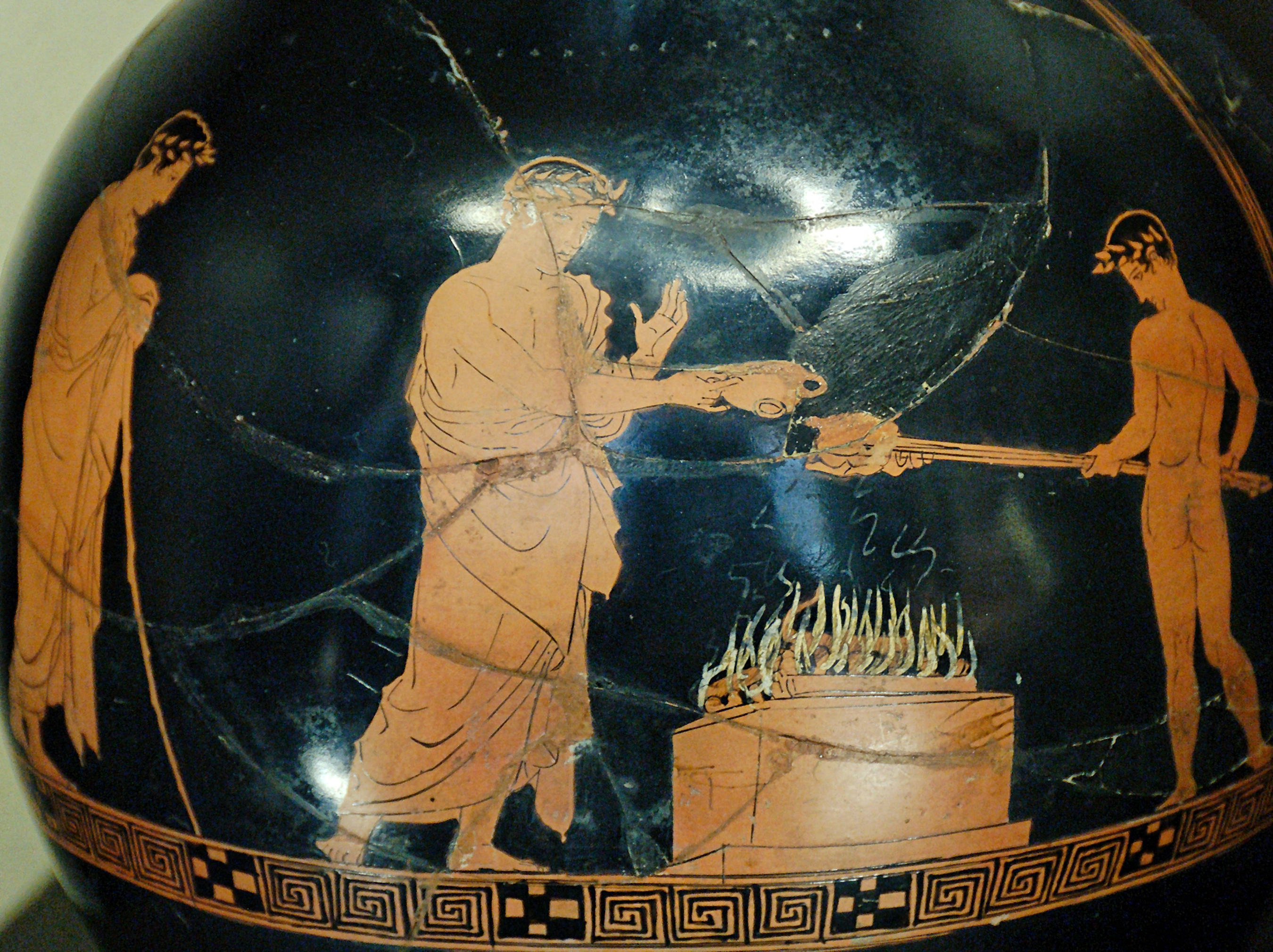
Жертвоприношение животных совершалось вместе с возлияниями в Древней Греции.
Аттическая краснофигурная ойнохойя, ок. 430—425 годы до н. э. (Лувр)

## Разновидности

Снятие шкуры жертвенных животных во время праздника

В истории всех религий известны самые разнообразные формы жертвоприношения — от простейших и невинных (водокропление или возлияние в честь духов и богов перед едой и питьём) до кровавых и жестоких человеческих жертвоприношений у ряда древних народов и гекатомб (заклание 100 быков) в античном мире.
Жертвоприношения бывают кровные и бескровные, а также для обращения к божественной милости и очистительные.
Древнейшие формы жертвоприношения: кормление покойников и кормление фетишей, умилостивительное и искупительное жертвоприношение, жертва первинок (обрядовое снятие табу, наложенного временно на продукты собирательства или земледелия, на приплод стад).
Особо жестокими формами жертвоприношения были принесение в жертву богам детей (Древняя Финикия, Карфаген), религиозное самоубийство (Индия, Япония), самооскопление (культ Кибелы в Малой Азии, скопцы в Российской империи).
В Древнем Риме при жертвоприношениях прислуживали мальчики и девочки — камиллы.
Формами жертвоприношения можно считать посвящение духам живых животных (Сибирь), монашество, религиозный аскетизм, посты и др. Смягчённые формы жертвоприношения — символические жертвы из бумаги (Китай), приношение вставных предметов и др. Пережитки жертвоприношения в той или иной форме сохранились во всех современных религиях: возжигание свечей и лампад (см. хадлакат ха-нерот), освящение пищи и тому подобное.
Известна также такая форма жертвоприношения, как ритуальное лишение девственности.

## Жертвоприношение в Древней Греции
Древнегреческая религия в течение полутора тысяч лет была тесно связана с праздничными или бытовыми приношениями, в том числе жертвоприношениями животных. В «Илиаде» живописуются приношения «пышных бёдер» тельцов и другого скота, сжигаемых на алтаре с ритуальным костром. Алтари располагались рядом с храмом божества и в классический период украшались каменной резьбой и скульптурой как произведения искусства. Обычно приносились в жертву отдельные животные, рыба и птица. Предназначенными к праздничной жертве считались быки и телята, чёрные козлы и бараны, жертвовавшиеся знатью и богачами, и умерщвлявшиеся одним из жрецов, которому храмовые рабы или даже все желающие помогали разделывать туши. Большую часть мяса предполагалось оставить для жертвенного пира, а бёдра и жирные части сжечь для ритуального дыма, которым, по поверию, питались божества. Пиры после жертвоприношения сопровождались обильным потреблением пищи, о чём говорил Диоген, которого, как сторонника здорового образа жизни, возмущало, что, принося жертву, люди молят богов о здоровье, а на пиру после жертвоприношения предаются чревоугодию.
Жертвы приносились в моменты важных событий личной и общественной жизни и могли быть заменены приношениями еды и подарков на алтари и на ступени храмов и возлияниями вина и масла. Во время войны жертвы приносились перед каждым сражением и имели обязательным элементом гадания по печени жертвы, совершавшиеся жрецом при войске в непосредственном присутствии всех желающих. У Ксенофонта в «Анабасисе» дано живописное описание неблагоприятного предзнаменования, полученного перед необходимым войску форсированием реки, когда всякий воин смог подойти и осмотреть разрезанную жрецом печень чёрного барана с «равными долями», то есть уродливую по структуре.
Приношения десятков быков назывались «гекатомбами» и совершались по большим, например, Панафинейским праздникам в Афинах или по поводу Олимпийских или Дельфийских игр. По отзыву Павсания, алтарный костёр в Олимпии, состоящий из пепла и костей от многовековых жертвоприношений, ко II веку н. э. имел десятки метров в окружности и около 20 метров в высоту. Жертву приносили не только богам, но и духам героев и предкам.
Популярны были приношения на алтари и на ступени храмов, а также возлияние напитков на симпосии. Существовали фармаки, то есть люди или животные, которых могли изгнать из поселения во избежание бедствий как разновидность бескровной жертвы. Примечательно, что фармаком своего дема, по-видимому, был и философ Сократ.
Очистительная жертва после убийства врага или раба предполагала обрызгивание убийцы кровью животной жертвы и омовение ею его рук с повторением молитв и просьб к божеству. За убийство раба в Афинах полагалось изгнание по приговору на год или более.
Среди правил ритуала следует отметить омовение водою рук жрецом перед и после жертвоприношения, сбор крови жертвы с алтаря, обычно как часть жертвенной еды, недопущение попадания этой крови в воду водоёма, ручья, реки или моря, если жертва приносилась на корабле. Жертва рыбой была, по Менандру, неугодна богам моря, а летающей птицы — богам ветров и Эолу. В то же время, даже случайное убийство дельфинов или прихрамовых животных, так же, как и рубка священных деревьев и кустов, могла иметь самые печальные последствия для провинившегося.

## Жертвоприношение в авраамических религиях

### Ислам
В исламе курбан является одним из важных обрядов поклонения. Наиболее известным жертвоприношением является удхия — жертвоприношение в праздник Курбан-байрам, акика — жертвоприношение по случаю рождения ребёнка и назр Курбан — жертвоприношение в качестве обета.

#### Удхия
Удхия — обряд жертвоприношения, совершаемый во время празднования Курбан-байрама. Жертвой могут быть копытные животные (верблюды, коровы, овцы и другие животные), употребление в пищу которых не запрещено. Удхия является необязательным, но желательным деянием (сунной) для мусульман. Одному человеку дозволено принести в жертву одну овцу, а семерым — верблюда или корову. Мясо жертвенных животных обычно делят на три части. Одну часть оставляют для пищи, вторую раздают в качестве милостыни, а третью — в качестве дара. При заклании животного его кладут головой в направлении Мекки (кибла) и произносят слова «Бисмиллях» или «Аллаху Акбар», а затем перерезается горло.

#### Акика
Акика — жертвоприношение одного или двух баранов в знак благодарности Аллаху за рождение ребёнка. «Акикой» также называется животное, которое приносится в жертву при появлении на свет ребёнка. Арабы часто называют «акикой» волосы новорождённого. В доисламской Аравии арабы-язычники совершали акику только в случае рождения мальчиков, и лишь с приходом ислама этот обычай изменился. За мальчика полагается два барана, каждый из которого должен отвечать условиям жертвенного животного (удхия). За девочку в жертву приносится один баран. Обычно заклание животного происходит на седьмой день после рождения ребёнка. В том случае, если не получается сделать это вовремя, мусульмане режут животное в любое другое время, как можно быстрее.

#### Назр курбан
Назр курбан — жертвоприношение, которое человек добровольно делает для себя обязательным (ваджибом). Если мусульманин связывает назр курбан с каким-либо условием и, например, говорит, «если выздоровеет больной, и я принесу жертву во имя Аллаха», то после выздоровления больного сделать жертвоприношение становится для него обязательным. Если же мусульманин не связывает жертвоприношение с какими-либо условиями, то он волен сделать это жертвоприношение в любое время. Мясо жертвенного животного (назр) нельзя есть тому, кто принёс его в жертву. Также это мясо нельзя есть его близким родственникам (жене, родителям, бабушкам, дедушкам, детям и внукам). Кроме того, мясо жертвенного животного нельзя давать тем, кто имеет достаток.

### Иудаизм
Жертвоприношения Богу предписаны Торой, согласно которой порядок принесения жертв был сообщён Богом Моисею на горе Синай.
В жертву приносились: домашний скот (коровы, овцы, козы), птицы (голуби), мука (пшеничная, в особых случаях — ячменная). Жертвы могли быть общественными, приносимыми от лица всей общины, и частными, приносимыми одним человеком или группой людей. Среди всех жертвоприношений только одна жертва была бескровной — хлебное приношение (Лев. 2), которое могло приноситься самостоятельно, либо как дополнение к жертвоприношению животного (15:3—12).
Талмуд классифицирует жертвоприношения из животных по способу их принесения: всесожжение (Лев. 1), мирная жертва (Лев. 3), жертва за грех (Лев. 4), жертва повинности (Лев. 5:14 — 6:7); кроме того, отдельными видами жертвоприношений были принесение в жертву первородных животных, десятины скота и пасха (Исх. 12).
Жертвы делились на «великие святыни» и святыни меньшей святости. Согласно ветхозаветной книге Левит к великим святыням относились: хлебное приношение, жертвы за грех, жертвы повинности (Лев. 6:14–17). Согласно Талмуду всесожжение было жертвой самого священного порядка. Талмуд к святыням меньшей святости относил благодарственное приношение, жертву назорея, мирные жертвы, первородных животных, десятину и пасху.
Всесожжения и мирные жертвы требовалось сопровождать возлиянием вина и хлебным приношением (Чис. 15:4—5). Если хлебное приношение приносилось как самостоятельная жертва, то она сопровождалось оливковым маслом и ладаном (Лев. 2:1), кроме этого, при любой жертве приносилась соль (2:13).

### Христианство

#### Евхаристия — бескровное жертвоприношение
Однажды и навсегда принесённая Иисусом Христом роду человеческому крестная жертва предполагает как можно более частое личное соединение (приобщение) каждого христианина с Жертвой евхаристической — благодарственной, воспоминающей в обрядах Голгофскую жертву Христа, и являющейся её воспоминанием и переживанием. При этом в таинстве Евхаристии хлеб и вино таинственным образом пресуществляются в истинные Тело и Кровь Христовы. Учение о Евхаристии как о жертве в католицизме и православии отличается от протестантизма. Согласно учению последних, жертва за весь мир принесена однажды и навсегда самим Иисусом Христом, в его крестной смерти, после чего уже никакая новая жертва за мир не нужна и неуместна (Евр. 10:14).
Названием бескровной жертвы Евхаристия противопоставляется жертвоприношениям животных, главным образом, в ветхозаветном иудаизме (см. жертвоприношения в иудаизме). В отличие от современного иудаизма, в христианстве жертвоприношение является центральным элементом не только культа, но и всего учения: добровольное самопожертвование Иисуса Христа выступает в качестве искупительной жертвы за грехи всех людей всего мира. В преобразованной форме евхаристии (вкушения тела и крови Христовых) жертвоприношение остаётся главным таинством Церкви, являясь основой христианского богослужения.

#### Ритуальное убийство животных
Отношение к ритуальному убийству животных принципиально[чем?] отличает христианство от дохристианских и многих постхристианских реконструированных религий и вносит существенные разногласия в отношения современных людей.
Новый Завет не содержит формулировок, принципиально отвергающих кровавые жертвы. Пресвятая Богородица и Иосиф Обручник принесли в жертву Господу двух горлиц и двух голубиных птенцов (Лк. 2:24). Исторически в православии существовала практика принесения животных в жертву. Историк Барабанов Н. Д. приводит рассказ, датируемый IX веком, в котором сообщалось о том, что в честь освящения собора Святой Софии в Константинополе 22 декабря 537 года возле него состоялось жертвенное заклание 1000 волов, 6000 овец, 600 оленей, 1000 свиней, 10 000 кур и 10 000 петухов, а также раздача бедным 30 000 мер зерна.
В Армянской апостольской церкви сохраняется обряд так называемого «матаха», в традиционном виде включающего в себя закалывание животного (ягнёнка, бычка, голубя или петуха). Матах противопоставляется ветхозаветному кровному жертвоприношению, так как Богу в рамках матаха приносится в дар не непосредственно жизнь и кровь животного, а акт сотворения милости бедным, пожертвование в виде мяса дарственного животного.

#### Каждение
В православии и католицизме во время богослужения священник совершает каждение — сжигание ладана с помощью кадила, которое также считается формой жертвоприношения.

#### Пожертвования
В Русской православной церкви распространена такая форма добровольных пожертвований на храм, как покупка церковных свечей. Кроме того, имеется кружечный сбор, не только на нужды храма, но и на помощь всем нуждающимся. Всё православное богослужение рассматривается как бескорыстное посвящение (пожертвование) Богу каждым христианином своего личного времени.

## Жертвоприношение в индуизме
Я́джна (я́джня, я́гья; санскр. यज्ञ IAST: yajña; «жертва», «жертвоприношение») — ключевое понятие в ведийском мировоззрении, характеризующее ритуальное действие в форме жертвоприношения. Огненное жертвоприношение осуществлялось для удовлетворения богов, исполнения желаний, искупления грехов и во избежание болезней и зла. На жертвенном огне богу Агни предлагались различные жертвы, которые, как считалось, затем уходили к богам. Яджна преобладала среди религиозных ритуалов Южной и Юго-Восточной Азии в течение первого тысячелетия до н. э.

## В других религиях
У айнов имеется обряд жертвоприношения медведя, чтобы отправить того в мир духов для превращения в камуя (духа предков).
В Ираке существует секта «Аль-Курбан», какая призывает своих последователей «приносить себя в жертву имаму Али» совершая самоубийство.